# Juan Somolinos Palencia
Juan Somolinos Palencia (Estocolmo, Suecia, 13 de agosto de 1938 - Ciudad de México, México, 9 de marzo de 1993), también conocido como Jan Somolinos, fue un médico cirujano, historiador, editor, catedrático y académico de padres españoles nacionalizado mexicano. Se especializó en el estudio, investigación y difusión de la historia de la medicina en México.

## Estudios y docencia
Fue hijo del doctor Germán Somolinos D’Ardois, quien fue un exiliado español que salió de su país durante la Guerra Civil Española. Juan Somolinos llegó a México siendo un bebé casi recién nacido, realizó sus estudios en la Academia Hispano Mexicana.  En 1956 ingresó a la Facultad de Medicina de la Universidad Nacional Autónoma de México (UNAM). Obtuvo su licenciatura con la tesis Francisco Flores, primer historiador de la medicina mexicana en 1963. Realizó estudios especializados en anatomía patológica en el Instituto Pasteur en Francia. 
En 1966 comenzó su labor docente en su alma mater como ayudante de la cátedra de Historia y Filosofía de la Medicina que impartía Francisco Fernández del Castillo. En 1973 fue nombrado profesor titular.
Fue titular de la materia "Historia y filosofía de la medicina" en la Escuela Mexicana de Medicina de la Universidad La Salle en la Ciudad de México.

## Trayectoria profesional y académica
De 1963 a 1977 trabajó en el laboratorio de la clínica 61 del Instituto Mexicano del Seguro Social. Desde 1973, tras el fallecimiento de su padre, hasta 1992, dirigió el Laboratorio de Análisis Clínicos.
En 1964 fue fundador de la Sociedad Médica, la cual presidió de 1970 a 1971. Fue miembro de la Sociedad Mexicana de Historia Natural, de la Sociedad Histórico-Médica "Francisco Hernández" y de la Sociedad Mexicana de Historia y Filosofía de la Medicina, la cual presidió de 1980 a 1982. Asimismo, fue miembro de la Academia Nacional de la Medicina desde 1974, tras ocupar varios cargos, fue presidente en 1987 a 1992.  De 1989 a 1991 fue presidente de la Asociación Médica Franco-Mexicana. Fue investigador nivel II del Sistema Nacional de Investigadores.

## Obras publicadas
Fue fundador del Boletín Mexicano de Historia y Filosofía de la Medicina. Organizó varios consejos de espcialidades médicas para crear un comité de certificación y un grupo de editores de revistas médicas mexicanas.

## Premios y distinciones
- Premio Nacional de Historia de la Medicina en 1988.
- Premio Nacional de Ciencias y Artes en el área de Historia, Ciencias Sociales y Filosofía otorgado por la Secretaría de Educación Pública en 1992.

## Otras lecturas
- Somolinos D'Ardois, G. (1957). Historia y medicina: Figuras y hechos de la historiografía médica mexicana. Colección Cultura Mexicana núm. 18. México: Imprenta Universitaria.

- Datos: Q15963958